# Marie-Pier Murray-Méthot
Pour les articles homonymes, voir Méthot.
Marie-Pier Murray-Méthot est une ancienne joueuse de volley-ball canadienne née le 23 mars 1986 à Baie-Comeau (Québec). Elle mesure 1,85 m et jouait au poste d’attaquante. Elle a totalisé 67 sélections en équipe du Canada.

## Clubs
| Club                    | De        | À         |
| ----------------------- | --------- | --------- |
| Université de Montréal  | 2005-2006 | 2009-2010 |
| VBC Val-de-Travers      | 2011-2012 | 2011-2012 |
| Verona Volley Femminile | 2012-2013 | 2012-2013 |
| SC Potsdam              | 2013-2014 | 2013-2014 |
| VB Franches-Montagnes   | 2014-2015 | 2014-2015 |
| VBC Val-de-Travers      | 2015-2016 | 2015-2016 |